# صالح نصر
صالح نصر (7 ديسمبر 1999) هو لاعب كرة قدم مصري، يلعب كلاعب مهاجم لنادي الأهلي.

## روابط خارجية
- صالح نصر على موقع قاعدة بيانات كرة القدم.إي يو (الإنجليزية)